# Тираспольская крепость
Тираспольская крепость, или Срединная крепость, — крепость, воздвигнутая в 1792—1793 годах под руководством полководца А. В. Суворова и архитектора Ф. П. де Волана в качестве оборонительного сооружения на левом берегу реки Днестр. У стен крепости Срединной возник город Тирасполь, построенный по указу Екатерины II. Памятник архитектуры XVIII века.

## История

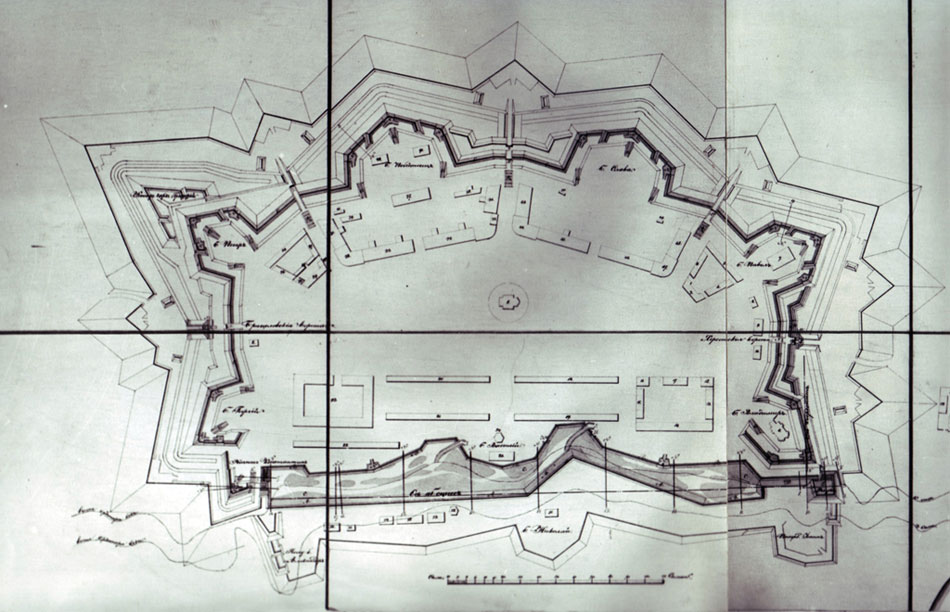
План Тираспольской крепости 1856 года

По окончании русско-турецкой войны 1787—1791 годов был заключён Ясский мирный договор, согласно которому граница между российскими и турецкими владениями пролегла по реке Днестр. Вновь обретённые земли были названы Очаковской областью. По указанию Екатерины Второй экспедиция губернатора В. Каховского «обозрела» новые территории и 21 сентября 1792 года в Петербурге выдвинула предложения по их административному устройству и проекты планов городов.

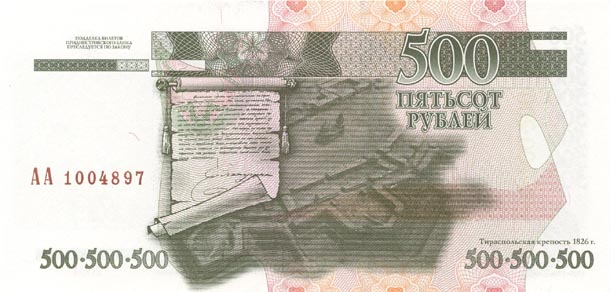
Тираспольская крепость на банкноте Приднестровья 500 рублей

В ноябре 1792 года А. В. Суворову императрицей было поручено осмотреть границы и сообщить, «каким образом оные привести в беспечность против неприятельского нападения». В январе 1793 года план по инженерному укреплению границы на Днестре на месте будущего Тирасполя, разработанный Суворовым и Де Воланом совместно, был направлен в Петербург.
Проекты крепостей по Днестру были одобрены, и Суворов взялся за строительство, не дожидаясь ассигнований, для чего занял 100.000 рублей и даже распорядился продать собственные деревни. Екатерина Вторая, узнав об этом, повелела выделить Суворову из государственной казны более 600.000 рублей.
Тираспольская крепость была заложена 22 июня (6 июля) 1793 года. Несмотря на многочисленные трудности, связанные с поставкой стройматериалов и продовольствия, с болезнями солдат из-за непривычного климата, работа по строительству Срединной крепости продвигалась успешно. Крепость, согласно проекту, должна была обрести общий вид прямоугольника. В окончательном варианте внешнему виду необходимо было придать правильное восьмиугольное бастионное очертание. Скорость строительства объяснялась необходимостью как можно скорее привести крепость в оборонительное состояние на случай новой войны с Оттоманской Портой.

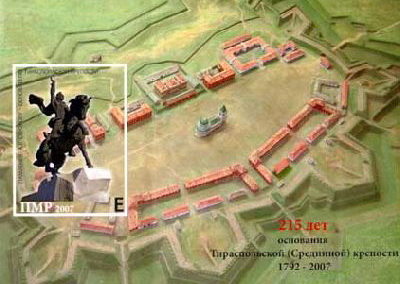
Почтовая марка Приднестровья, посвященная 215-летию основания Тираспольской крепости

К концу 1795 года строительство крепости в основном было завершено. Она была сооружена по всем законам фортификационного искусства. На её территории расположились церковь св. Андрея Первозванного, три артиллерийских парка, военный госпиталь, комендантский дом, пороховые погреба, казармы, конюшни, цейхгаузы, склады провианта. В крепости мог содержаться большой воинский гарнизон, она была оснащена современным вооружением и обеспечена большим запасом продовольствия. В крепость вело трое ворот: Западные, Брацлавские и Херсонские. В земляных валах были укрыты бойницы.
На плане крепости 1798 года обозначены следующие бастионы: «Владимир», «Павел», «Слава», «Победоносец», «Петр», «Георгий», «Николай», «Василий» и полубастионы: «Иоанн» и «Александр».
К 1795 году в прикрепостном поселении проживало более 2,5 тыс. человек. 27 января 1795 году поселение при крепости обрело статус города. Тирасполь стал уездным городом Новороссийской губернии, а с 1803 года Тираспольский уезд вошел в состав Херсонской губернии.
Однако Тираспольская крепость так и не сыграла своей оборонной роли. По результатам Бухарестского мирного договора 1812 года граница России переместилась до реки Прут, и Тирасполь утратил своё пограничное значение.
15 июля 1835 года, после инспекторской поездки по укреплениям юга России стратегического комитета, тираспольская крепость была упразднена.
Тираспольская крепость известна также как место заключения декабриста В. Ф. Раевского в 1822—1826 годах. Во время посещения Тирасполя Пушкин собирался навестить Раевского, а по некоторым данным, поэт получил стихи Раевского, написанные в Тираспольской крепости.

### Место расстрела репрессированных
В 30-е гг. XX века Тираспольская крепость служила местом расстрела репрессированных красноармейцев, а во время немецко-румынской оккупации была местом массового уничтожения советских граждан. В 90-е годы исторический факультет Приднестровского государственного университета имени Т. Г. Шевченко осуществлял эксгумацию и перезахоронение тел репрессированных. Братская могила создана рядом с пороховым погребом и в ней покоится более 800 человек.

### Современное состояние
Остатки крепости располагаются на юго-западе современного Тирасполя между улицей Федько и районом Закрепостная Слободка. По состоянию на 2012 год уцелел лишь пороховой погреб бастиона «Святой Владимир». Крепость сильно пострадала при строительстве Суворовского микрорайона Тирасполя в 1970-е годы. В начале 1990-х годов существовал план восстановления Тираспольской крепости и создания туристического объекта, не утративший своего значения и сейчас. Однако в силу ряда причин восстановительные работы были приостановлены.
Крепость окружена пятиметровым земляным валом. В начале 2011 года в непосредственной близости от крепости (с юга) началось строительство астрономической обсерватории.
13 октября 2013 года на пороховом погребе бастиона святого Владимира была открыта мемориальная доска, посвященная основанию тираспольской крепости.
Весной 2014 года началась реставрация порохового погреба бастиона Святого Владимира, которая закончилась к 14 октябрю этого же года. В одной части погреба развёрнута экспозиция, посвященная истории Тираспольской крепости, а в другой обустроена церковь.

## Крепость на денежных знаках
С 10 мая 2006 года в Приднестровье в обращение вводится памятная серебряная монета Приднестровского Республиканского Банка достоинством 100 рублей «Тираспольская крепость», открывающая новую серию «Древние крепости на Днестре». Каждая монета имеет идентификационный сертификат (паспорт), упакована в прозрачную капсулу и представлена в футляре. Монеты изготовлены из серебра 925-й пробы. Тираж — 500 шт.

## Галерея

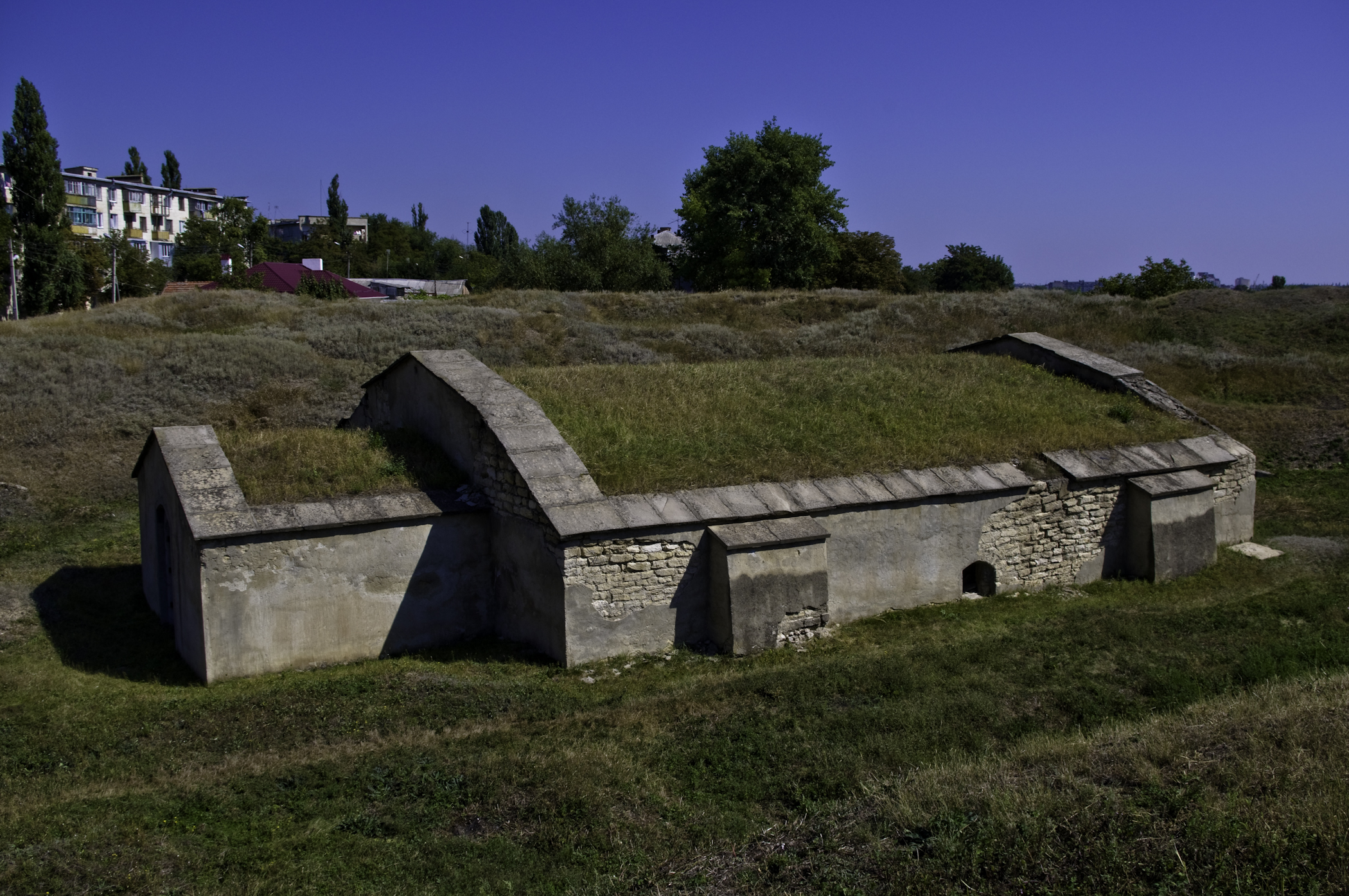
Крепость
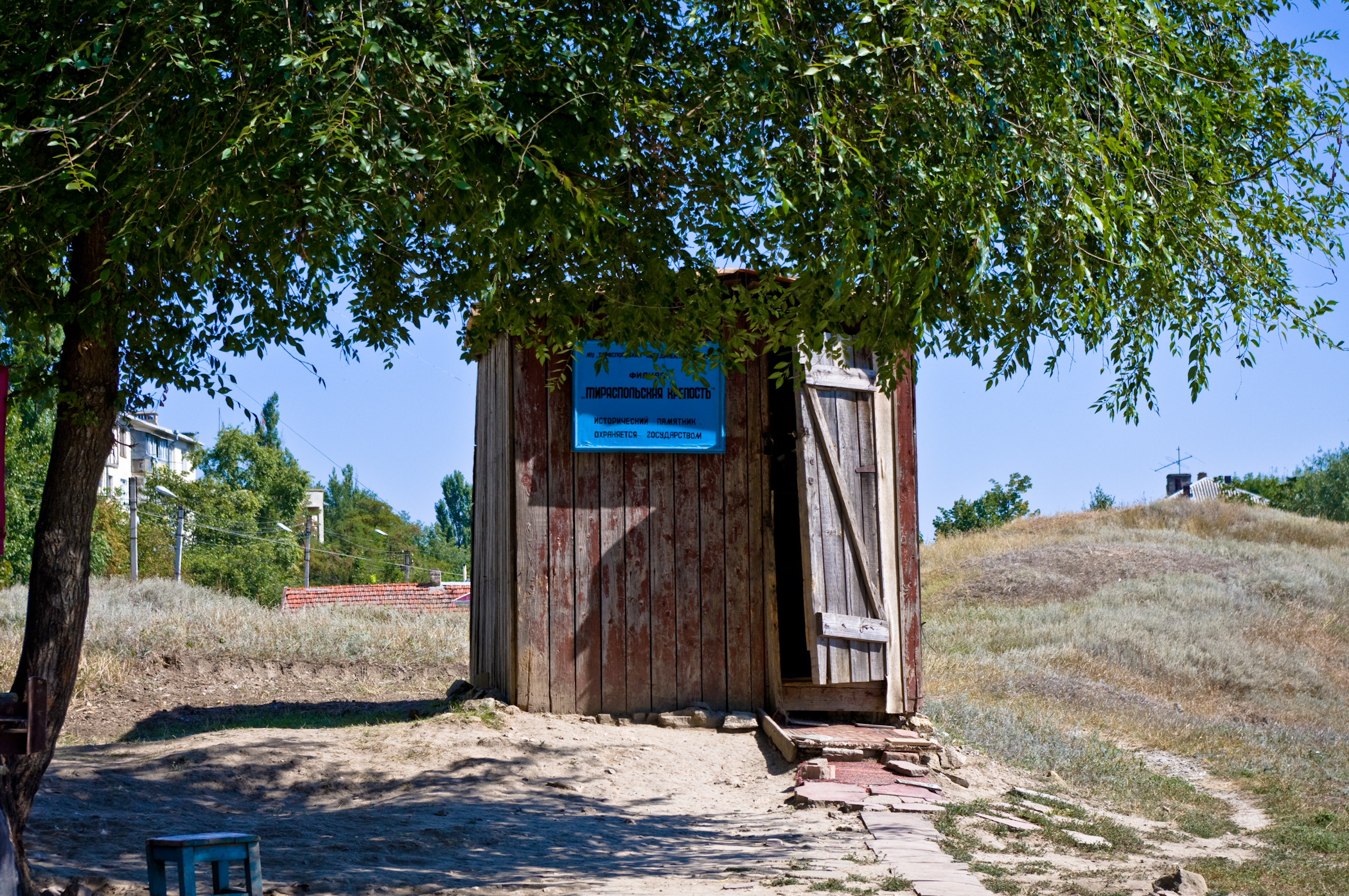
Будка охраны
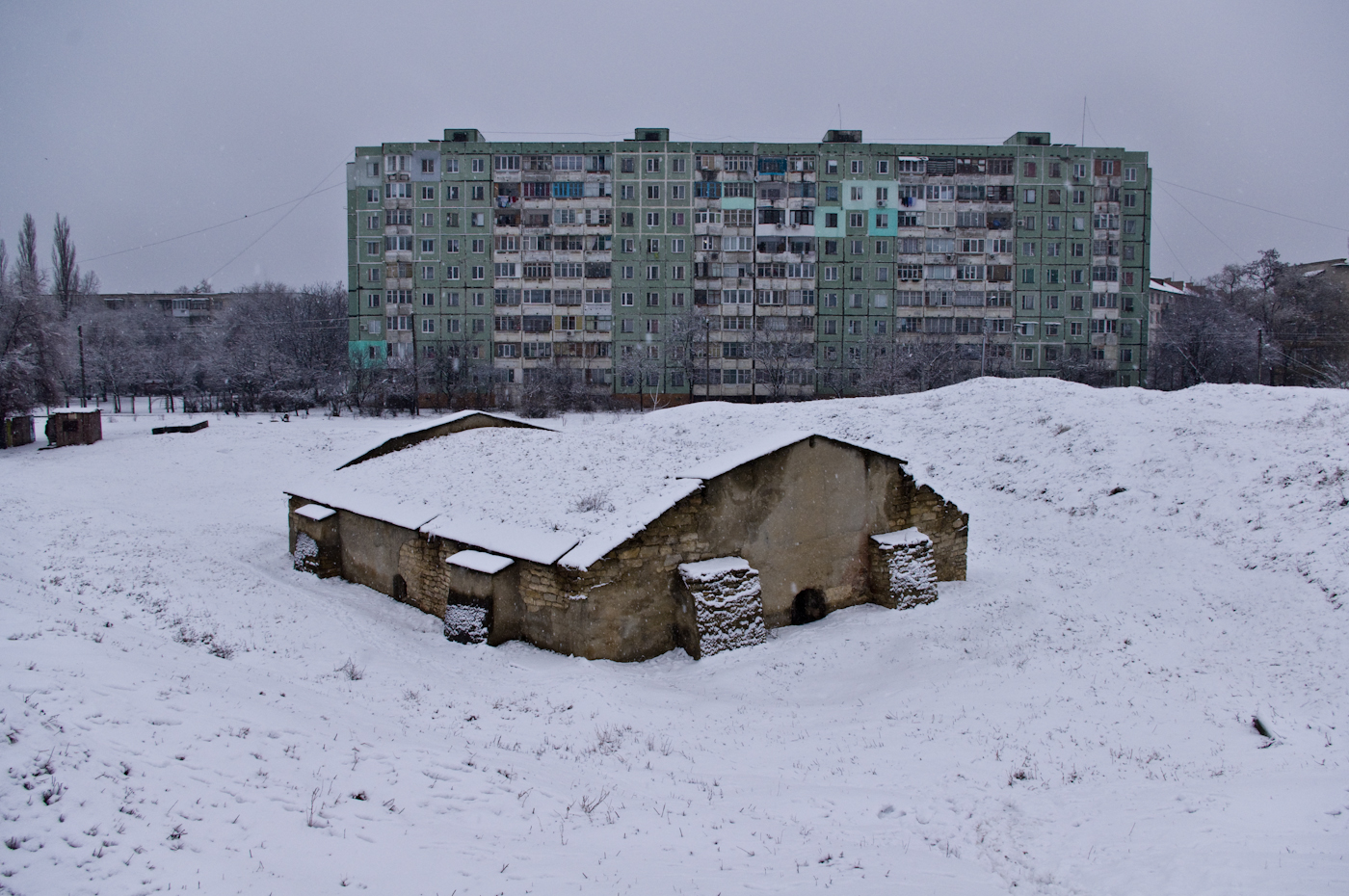
Крепость зимой
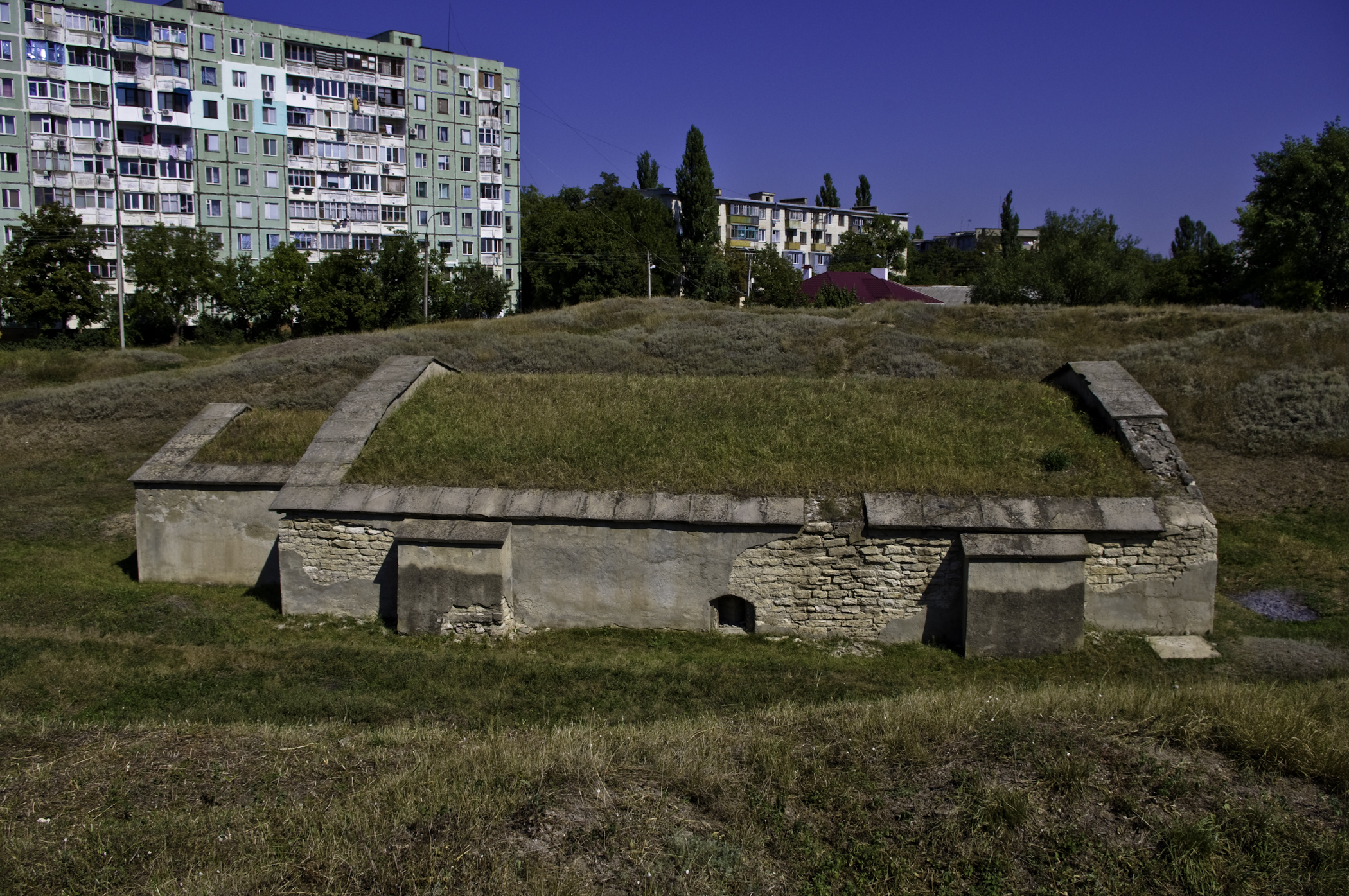
Тираспольская крепость